# Project CARS
Project CARS (Community Assisted Racing Simulator) ist eine Rennsimulation der Slightly Mad Studios. Es ist bisher für Windows, PlayStation 4 und Xbox One am 7. Mai 2015 erschienen. Das Spiel finanziert sich zur Gänze durch die Community und den Entwickler selbst.
Mit Project CARS 2 erschien 2017 der zweite Teil der Reihe. Einen weiteren Nachfolger stellt Projects CARS 3 aus dem Jahr 2020 dar, welches etwas vom Simulationskonzept der Vorgänger abweicht.

## Entwicklung
Nach der Entwicklung von Need for Speed: Shift und dem Nachfolger Shift 2: Unleashed für Electronic Arts machten sich die Slightly Mad Studios daran, mittels eines eigens gegründeten Crowdfunding-Portals (World of Mass Development, kurz WMD) eine Rennsimulation ganz nach den Wünschen des Entwicklers und der bei der Finanzierung zur Seite stehenden Community zu schaffen. Das Spiel sollte neben Einzelrennen (Race, Qualifying, Time Trial, Free Practice) und einem Mehrspieler-Modus vor allem einen umfangreichen Karrieremodus beinhalten, in dem man sich vom Go-Kart bis ins Formel-1-Cockpit hocharbeiten kann. Etwa 40 % des ursprünglich veranschlagten Budgets kamen dabei vom Entwickler selbst. Neben der Unabhängigkeit von einem Publisher gab dies dem Entwickler die Möglichkeit, seine Unterstützer und Fancommunity über die gesamte Entwicklungsdauer in den Entstehungsprozess einzubinden.
Unterstützer erhielten die Möglichkeit sogenannte Tool Packs zu erwerben. Je nach Höhe der finanziellen Unterstützung erhielt der Unterstützer mehr Berechtigungen und Zugriff auf exklusive Inhalte. Beispielsweise veröffentlichte Slightly Mad an jedem Werktag eine neue Entwicklungsversion des Spiels (Build). Besitzer des kleinsten Tool-Packs bekamen nur einmal im Monat Zugriff auf ein Build, beim nächstgrößeren Tool-Pack bereits jede Woche. Durch eine Registrierung im Entwicklerforum auf WMD konnten Unterstützer Rückmeldung hinsichtlich Bugs oder der generellen Ausrichtung des Spiels geben und durch Teilnahme an Umfragen Einfluss auf die weitere Richtung der Entwicklung nehmen. Nach dem Erscheinen des Titels partizipiert jeder Benutzer am Erfolg, wiederum abhängig vom eingesetzten Betrag.
Ende Mai 2015 gab der leitende Entwickler Ian Bell im Forum des Unternehmens bekannt, Probleme bei der Umsetzung für die Wii U zu haben. Unter anderem gelänge es nicht, bei einer Auflösung von 720p die Bildwiederholungsrate oberhalb von 23 Bilder pro Sekunde (fps) zu stabilisieren. Es sei zu entscheiden, ob an der Portierung für die Wii U festgehalten wird oder ob Nintendo auf der Messe E3 2015 eine Nachfolgerkonsole vorstelle. Am 21. Juli 2015 gab der Entwickler dann bekannt, dass man die Entwicklung und damit die Wii-U-Version des Spiels eingestellt habe.
Aufgrund auslaufender Lizenzen ist das Spiel seit 7. November 2022 nicht mehr auf Online-Vertriebsplattformen wie Steam erwerbbar.

## Technik
Die PS4 berechnet das Spiel in einer Auflösung von 1920 × 1080 Pixeln. Auf der Xbox kommen 1600 × 900 Pixel Auflösung zum Einsatz, die anschließend lediglich auf 1080p hochskaliert werden. Beide Fassungen arbeiten mit EQAA (MSAA mit zusätzlichen Coverage Samples). Zusätzlich wird auf PS4 temporales Antialiasing verwendet, was Kantenflimmern in Bewegung weiter reduziert, in Kombination mit dem verwendeten Motion Blur jedoch leichtes Ghosting verursachen kann. Die Bildwiederholungsrate liegt bei bis zu 60 Bildern pro Sekunde. Im Durchschnitt erreicht die PS4 jedoch höhere Bildraten als Xbox.

## Umfang

### Verfügbare Fahrzeuge
| Fahrzeug                              | Hersteller                | Klasse                   | Pack                              |
| ------------------------------------- | ------------------------- | ------------------------ | --------------------------------- |
| Alpine A450                           | Alpine                    | LMP2                     | Standard Edition                  |
| Ariel Atom 300 Supercharged           | Ariel Ltd                 | Road B                   | Standard Edition                  |
| Ariel Atom 500 V8                     | Ariel Ltd                 | Road A                   | Standard Edition                  |
| Ariel Atom Mugen                      | Ariel Ltd                 | Road B                   | Modified Car Pack                 |
| Aston Martin DBR1/300                 | Aston Martin              | Historic GT2             | Aston Martin Track Expansion      |
| Aston Martin DBR1-2                   | Aston Martin              | LMP1                     | Aston Martin Track Expansion      |
| Aston Martin Rapide S Hydrogen Hybrid | Aston Martin              | GT4                      | Standard Edition                  |
| Aston Martin V8 Vantage GTE           | Aston Martin              | GT3                      | Aston Martin Track Expansion      |
| Aston Martin V12 Vantage GT3          | Aston Martin              | GT3                      | Standard Edition                  |
| Aston Martin V8 Vantage GT4           | Aston Martin              | GT4                      | Standard Edition                  |
| Aston Martin Vantage GT12             | Aston Martin              | Road B                   | Free Car                          |
| Audi A1 quattro                       | Audi                      | Road C2                  | Free Car                          |
| Audi R18 e-tron Quattro               | Audi                      | LMP1                     | Audi Ruapuna Park Track Expansion |
| Audi R18 TDI                          | Audi                      | LMP1                     | Standard Edition                  |
| Audi R8 LMP 900                       | Audi                      | LMP 900                  | Audi Ruapuna Park Track Expansion |
| Audi R8 LMS ultra                     | Audi                      | GT3                      | Standard Edition                  |
| Audi R8 V10 plus                      | Audi                      | Road B                   | Standard Edition                  |
| Audi 90 quattro IMSA GTO              | Audi                      | TransAm                  | Audi Ruapuna Park Track Expansion |
| BAC Mono                              | Briggs Automotive Company | Road B                   | Standard Edition                  |
| Bentley Continental GT3               | Bentley                   | GT3                      | Racing Icons Car Pack             |
| Bentley Speed 8                       | Bentley                   | LMP 900                  | Racing Icons Car Pack             |
| BMW V12 LMR                           | BMW                       | LMP 900                  | Racing Icons Car Pack             |
| BMW 1 M Coupé                         | BMW                       | Road C1                  | Standard Edition                  |
| BMW 1 M Coupé StanceWorks Edition     | BMW                       | Road B                   | StanceWorks Track Expansion       |
| BMW 320 Turbo Gruppe 5                | BMW                       | Gruppe 5                 | Standard Edition                  |
| BMW M1 Procar                         | BMW                       | Gruppe 4                 | Limited Edition Car Pack          |
| BMW M3 Gruppe A                       | BMW                       | Gruppe A                 | Standard Edition                  |
| BMW M3 GT                             | BMW                       | GT3                      | Standard Edition                  |
| BMW M3 GT4                            | BMW                       | GT4                      | Standard Edition                  |
| BMW Z4 GT3                            | BMW                       | GT3                      | Standard Edition                  |
| BMW 2002 turbo                        | BMW                       | Historic Touring Group 2 | Old vs New Car Pack               |
| BMW 2002 turbo StanceWorks Edition    | BMW                       | Historic Touring Group 2 | StanceWorks Track Expansion       |
| BMW 320TC WTCC                        | BMW                       | TC2                      | Old vs New Car Pack               |
| Cadillac ATS-V.R GT3                  | Cadillac                  | GT3                      | US Race Car Pack                  |
| Caper Monterey Stockcar               | Fiktional                 | Vintage Stockcar         | Standard Edition                  |
| Caterham Seven Classic                | Caterham                  | Road D                   | Standard Edition                  |
| Caterham SP/300R                      | Caterham                  | Prototype 2              | Standard Edition                  |
| Caterham Superlight R500              | Caterham                  | Road B                   | Standard Edition                  |
| Chevrolet Corvette C7.R               | Chevrolet                 | GT3                      | US Race Car Pack                  |
| Dallara DW12 Indycar                  | Dallara                   | Indycar                  | US Race Car Pack                  |
| Ford Capri Zakspeed Gruppe 5          | Ford                      | Gruppe 5                 | Standard Edition                  |
| Ford Escort RS1600                    | Ford                      | Historic Touring Group 2 | Standard Edition                  |
| Ford Falcon FG V8                     | Ford                      | V8 Supercars             | Free Car                          |
| Ford Focus RS                         | Ford                      | Road C2                  | Standard Edition                  |
| Ford Fusion Stockcar                  | Ford                      | Stockcar Series          | US Race Car Pack                  |
| Ford GT 40 Mk. IV                     | Ford                      | Historic GT1             | Limited Edition Car Pack          |
| Ford Mustang Boss 302R1 (2012)        | Ford                      | GT4                      | Standard Edition                  |
| Ford Mustang Cobra SCCA TransAm       | Ford                      | TransAm                  | Standard Edition                  |
| Ford Mustang GT 2015                  | Ford                      | Road B                   | Old vs. New Car Pack              |
| Ford Mustang 2+2 Fastback             | Ford                      | Historic Touring Group 2 | Old vs. New Car Pack              |
| Ford Sierra RS500 Cosworth Gruppe A   | Ford                      | Gruppe A                 | Standard Edition                  |
| Formula Gulf 1000                     | Formula Gulf              | F4                       | Standard Edition                  |
| Ginetta G40 Junior                    | Ginetta                   | GT5                      | Standard Edition                  |
| Ginetta G55 GT3                       | Ginetta                   | GT3                      | Standard Edition                  |
| Ginetta G55 GT4                       | Ginetta                   | GT4                      | Standard Edition                  |
| Gumpert Apollo S                      | Gumpert                   | Road A                   | Standard Edition                  |
| KTM X-Bow R                           | KTM                       | Road B                   | StanceWorks Track Expansion       |
| Lotus 25 Climax                       | Team Lotus                | 63 Vintage Formula       | Classic Lotus Track Expansion     |
| Lotus 38 Ford                         | Team Lotus                | Indy 1965                | Classic Lotus Track Expansion     |
| Lotus 40 Ford                         | Team Lotus                | Historic GT1             | Classic Lotus Track Expansion     |
| Lotus 49 Cosworth                     | Team Lotus                | 67-70 Vintage Formula    | Standard Edition                  |
| Lotus 49C Cosworth                    | Team Lotus                | 67-70 Vintage Formula    | Free Car                          |
| Lotus 51                              | Team Lotus                | Vintage Formula Ford     | Classic Lotus Track Expansion     |
| Lotus 72D Cosworth                    | Team Lotus                | 73-78 Vintage Formula    | Standard Edition                  |
| Lotus 78 Cosworth                     | Team Lotus                | 73-78 Vintage Formula    | Standard Edition                  |
| Lotus 98T Renault                     | Team Lotus                | 86 Vintage Formula       | Standard Edition                  |
| Marek RP219D LMP2                     | fiktional                 | LMP2                     | Standard Edition                  |
| Marek RP339h (PM 06a) LMP1            | fiktional                 | LMP1                     | Standard Edition                  |
| Mazda MX-5 Radbul                     | Mazda                     | Road A                   | StanceWorks Track Expansion       |
| McLaren 12C                           | McLaren Automotive        | Road A                   | Standard Edition                  |
| McLaren 12C GT3                       | McLaren Automotive        | GT3                      | Standard Edition                  |
| McLaren F1                            | McLaren Automotive        | Road B                   | Limited Edition Car Pack          |
| McLaren F1 GTR                        | McLaren Automotive        | GT1                      | Racing Icons Car Pack             |
| McLaren P1                            | McLaren Automotive        | Road A                   | Standard Edition                  |
| Mercedes-Benz 190E 2.5-16 Evo2 DTM    | Mercedes-Benz             | Gruppe A                 | Standard Edition                  |
| Mercedes-Benz 300SEL 6.8 AMG          | Mercedes-Benz             | Historic Touring Group 2 | Standard Edition                  |
| Mercedes-Benz 300SL                   | Mercedes-Benz             | Historic GT3             | Free Car                          |
| Mercedes-Benz A45 AMG                 | Mercedes-Benz             | Road C1                  | Standard Edition                  |
| Mercedes-AMG GT3                      | Mercedes-Benz             | GT3                      | Free Car                          |
| DTM AMG Mercedes C-Coupé              | Mercedes-Benz             | TC3                      | Limited Edition Car Pack          |
| Mercedes-Benz CLK-LM                  | Mercedes-Benz             | GT1                      | Racing Icons Car Pack             |
| Mercedes-Benz SLS AMG                 | Mercedes-Benz             | Road B                   | Standard Edition                  |
| Mercedes-Benz SLS AMG GT3             | Mercedes-Benz             | GT3                      | Standard Edition                  |
| Sauber C9                             | Mercedes-Benz             | Gruppe C                 | Limited Edition Car Pack          |
| Mitsubishi Lancer Evo IX FQ-360       | Mitsubishi                | Road C1                  | Japanese Car Pack                 |
| Mitsubishi Lancer Evo VI TME          | Mitsubishi                | Road C2                  | Japanese Car Pack                 |
| Mitsubishi Lancer Evolution X FQ400   | Mitsubishi                | Road C1                  | Standard Edition                  |
| Oreca 03 Nissan                       | Oreca                     | LMP2                     | Standard Edition                  |
| Pagani Huayra                         | Pagani Automobili         | Road A                   | Standard Edition                  |
| Pagani Huayra BC                      | Pagani Automobili         | Road A                   | Pagani Nürburgring Pack           |
| Pagani Zonda Cinque Roadster          | Pagani Automobili         | Road A                   | Modified Car Pack                 |
| Pagani Zonda R                        | Pagani Automobili         | GT1X                     | Standard Edition                  |
| Pagani Zonda Revolucion               | Pagani Automobili         | GT1X                     | Pagani Nürburgring Pack           |
| Palmer Jaguar JP LM                   | PalmerSport               | Prototype 2              | Standard Edition                  |
| Radical RXC Turbo                     | Radical                   | Road A                   | Free Car                          |
| Radical SR3 RS                        | Radical                   | Prototype 2              | Standard Edition                  |
| Radical SR8 RX                        | Radical                   | Prototype 2              | Standard Edition                  |
| Formula Renault 3.5                   | Renault                   | F3.5                     | Renault Sport Car Pack            |
| Renault Alpine A442B                  | Renault                   | Gruppe 6                 | Renault Sport Car Pack            |
| Renault Clio Cup                      | Renault                   | TC1                      | Standard Edition                  |
| Renault Mégane R, S. 265.             | Renault                   | Road C2                  | Standard Edition                  |
| Renault Mégane R, S. 275 Trophy-R     | Renault                   | Road C1                  | Renault Sport Car Pack            |
| Renault Mégane Trophy V6              | Renault                   | Mégane Trophy V6         | Renault Sport Car Pack            |
| Renault R.S. 01                       | Renault                   | R.S. 01 Trophy           | Renault Sport Car Pack            |
| Ruf CTR3                              | Ruf Automobile            | Road A                   | Standard Edition                  |
| Ruf CTR3 SMS-R                        | Ruf Automobile            | GT1X                     | Modified Car Pack                 |
| Ruf CTR Yellowbird                    | Ruf Automobile            | Road B                   | Old vs New Car Pack               |
| Ruf RGT-8                             | Ruf Automobile            | Road B                   | Modified Car Pack                 |
| Ruf RGT-8 GT3                         | Ruf Automobile            | GT3                      | Modified Car Pack                 |
| Ruf RT 12R                            | Ruf Automobile            | Road A                   | Free Car                          |
| RWD P20 LMP2                          | fiktional                 | LMP2                     | Standard Edition                  |
| RWD P30 LMP1                          | fiktional                 | LMP1                     | Standard Edition                  |
| Scion FR-S                            | Scion                     | Road D                   | Free Car                          |
| Scion FR-S Rocket Bunny Edition       | Scion                     | Road B                   | Japanese Car Pack                 |
| SMS Formula A                         | fiktional                 | F1                       | Standard Edition                  |
| SMS Formula B                         | fiktional                 | F2                       | Standard Edition                  |
| SMS Formula C                         | fiktional                 | F3                       | Standard Edition                  |
| SMS Formula Rookie                    | fiktional                 | F5                       | Standard Edition                  |
| SMS Kart 125cc                        | fiktional                 | 125cc                    | Standard Edition                  |
| SMS Superkart 250cc                   | fiktional                 | Superkart                | Standard Edition                  |
| Toyota GT86                           | Toyota                    | Road D                   | Japanese Car Pack                 |
| Toyota GT-86 Rocket Bunny GT Edition  | Toyota                    | GT4                      | Japanese Car Pack                 |
| Toyota TS040 Hybrid                   | Toyota                    | LMP1                     | Japanese Car Pack                 |
| Toyota 86                             | Toyota                    | Road D                   | Japanese Car Pack                 |
| W Motors Lykan HyperSport             | W Motors                  | Road A                   | Free Car                          |

### Strecken
Folgende 36 Strecken, mit teilweise verschiedenen Variationen, sind aktuell in Project Cars befahrbar:
| Name im Spiel                 | Strecke                                       | Land                         | Variationen                                                                |
| ----------------------------- | --------------------------------------------- | ---------------------------- | -------------------------------------------------------------------------- |
| Azure Coast                   | fiktive Landstraße                            | Frankreich                   | Eastbound, Westbound, Stage 1, Stage 2, Stage 3                            |
| Azure Circuit                 | Circuit de Monaco                             | Monaco                       | GP                                                                         |
| Bannochbrae Road Circuit      | fiktive Straßenstrecke                        | Schottland                   | Road Circuit                                                               |
| Brands Hatch                  | Brands Hatch                                  | Vereinigtes Königreich       | GP, Indy                                                                   |
| Brno Circuit                  | Automotodrom Brno                             | Tschechien                   | GP                                                                         |
| Cadwell Park                  | Cadwell Park                                  | Vereinigtes Königreich       | GP, Club, Woodlands                                                        |
| California Highway            | fiktive Landstraße                            | Vereinigte Staaten           | Northbound, Southbound, Stage 1, Stage 2, Stage 3                          |
| Chesterfield                  | Kartstrecke                                   | Vereinigtes Königreich       | GP                                                                         |
| Circuit de Catalunya          | Circuit de Catalunya                          | Spanien                      | GP, Club, National                                                         |
| Donington Park                | Donington Park                                | Vereinigtes Königreich       | GP, National                                                               |
| Dubai Autodrome               | Dubai Autodrome                               | Vereinigte Arabische Emirate | GP, National, International, Club, Kart                                    |
| Glencairn                     | Kartstrecke                                   | Schottland                   | GP, Reverse, East, East Reverse, West, West Reverse                        |
| Greenwood                     | Kartstrecke von Spa-Francorchamps             | Belgien                      | GP                                                                         |
| Hockenheimring                | Hockenheimring Baden-Württemberg              | Deutschland                  | GP, National, Short, Classic D                                             |
| Imola                         | Autodromo Enzo e Dino Ferrari                 | Italien                      | GP                                                                         |
| Le Mans                       | Circuit des 24 Heures                         | Frankreich                   | Circuit Bugatti, Circuit des 24 Heures                                     |
| Laguna Seca                   | Laguna Seca Raceway                           | Vereinigte Staaten           | GP                                                                         |
| Mojave B                      | fiktives Testgelände                          | Vereinigte Staaten           | Test Track, Boa Ascent, Cougar Ridge, Coyote Noose, Gila Crest, Sidewinder |
| Autodromo Nazionale Monza     | Autodromo Nazionale Monza                     | Italien                      | GP, Short                                                                  |
| Motorsport Arena Oschersleben | Motorsport Arena Oschersleben                 | Deutschland                  | GP, Indy                                                                   |
| Bathurst                      | Mount Panorama Circuit                        | Australien                   | GP                                                                         |
| Nürburgring                   | Nürburgring                                   | Deutschland                  | GP, Müllenbach, Sprint, Sprint Short                                       |
| Nürburgring                   | Nordschleife                                  | Deutschland                  | Nordschleife, Stage 1, Stage 2, Stage 3                                    |
| Oulton Park                   | Oulton Park                                   | Vereinigtes Königreich       | Fosters, International, Island                                             |
| Road America                  | Road America                                  | Vereinigte Staaten           | GP                                                                         |
| Rouen-les-Essarts D           | Rouen-les-Essarts                             | Frankreich                   | GP, Short                                                                  |
| Ruapuna Park C                | Mike Pero Motorsport Park                     | Neuseeland                   | GP, Club, Outer Loop, A Circuit, B Circuit                                 |
| Sakitto A                     | Suzuka International Racing Course            | Japan                        | GP, National, International, Sprint                                        |
| Silverstone                   | Silverstone Circuit                           | Vereinigtes Königreich       | GP, National, International, Stowe, Classic D                              |
| Snetterton                    | Snetterton Motor Racing Circuit               | Vereinigtes Königreich       | 100, 200, 300                                                              |
| Sonoma Raceway                | Sonoma Raceway                                | Vereinigte Staaten           | GP, National, Short                                                        |
| Spa-Francorchamps             | Circuit de Spa-Francorchamps                  | Belgien                      | GP                                                                         |
| Summerton                     | Kartstrecke                                   | Vereinigtes Königreich       | GP, National, Sprint                                                       |
| Watkins Glen                  | Watkins Glen International                    | Vereinigte Staaten           | GP, Short                                                                  |
| Willow Springs                | Willow Springs International Motorsports Park | Vereinigte Staaten           | International Raceway, Horse Thief Mile                                    |
| Zhuhai                        | Zhuhai International Circuit                  | Volksrepublik China          | GP                                                                         |
| Circuit Zolder                | Circuit Zolder                                | Belgien                      | GP                                                                         |

Am 6. Mai 2016 erschien die Game of the Year Edition. Diese Version beinhaltet neben Project Cars auch alle bisher erschienen DLCs.

## Rezeption
International erhielt das Spiel positive Wertungen. Gelobt wurden neben der Grafik die besonders realistische Fahrphysik. Anlass zur Kritik gaben die gelegentlichen Einbrüche der Bildwiederholrate sowie die manchmal seltsam agierende KI.

## Nachfolger
Der Nachfolger Project CARS 2 erschien am 22. September 2017 für Microsoft Windows, PlayStation 4 und Xbox One. Das Spiel verfügt über 140 verschiedene Strecken an 60 Orten und bietet 189 unterschiedliche Fahrzeuge. Zur Auswahl stehen Automodelle von 35 Herstellern. Das Spiel erhielt auf der Aggregatorseite Metacritic überwiegend positive Kritiken. Mit Project CARS 3 erschien am 28. August ein weiterer Nachfolger für Windows, PlayStation 4 und Xbox One. Dieser Teil versucht einsteigerfreundlicher zu sein und bewegt sich dabei von der Rennsimulation hin zu einem Arcade-Rennspiel. Im November 2022 gab Electronic Arts, das im Jahr zuvor den Slightly-Mad-Studios-Eigentümer Codemasters übernommen hatte, bekannt, dass man die Serie mangels Wachstumspotential nicht weiter fortsetzen wolle.